# Байрактар (песня)
«Байракта́р» — украинская патриотическая пропагандистская песня, созданная во время вторжения России на Украину 2022 года. Посвящена ударному БПЛА Байрактар ТБ2, в связи с его успешным применением против российских войск.

## История создания

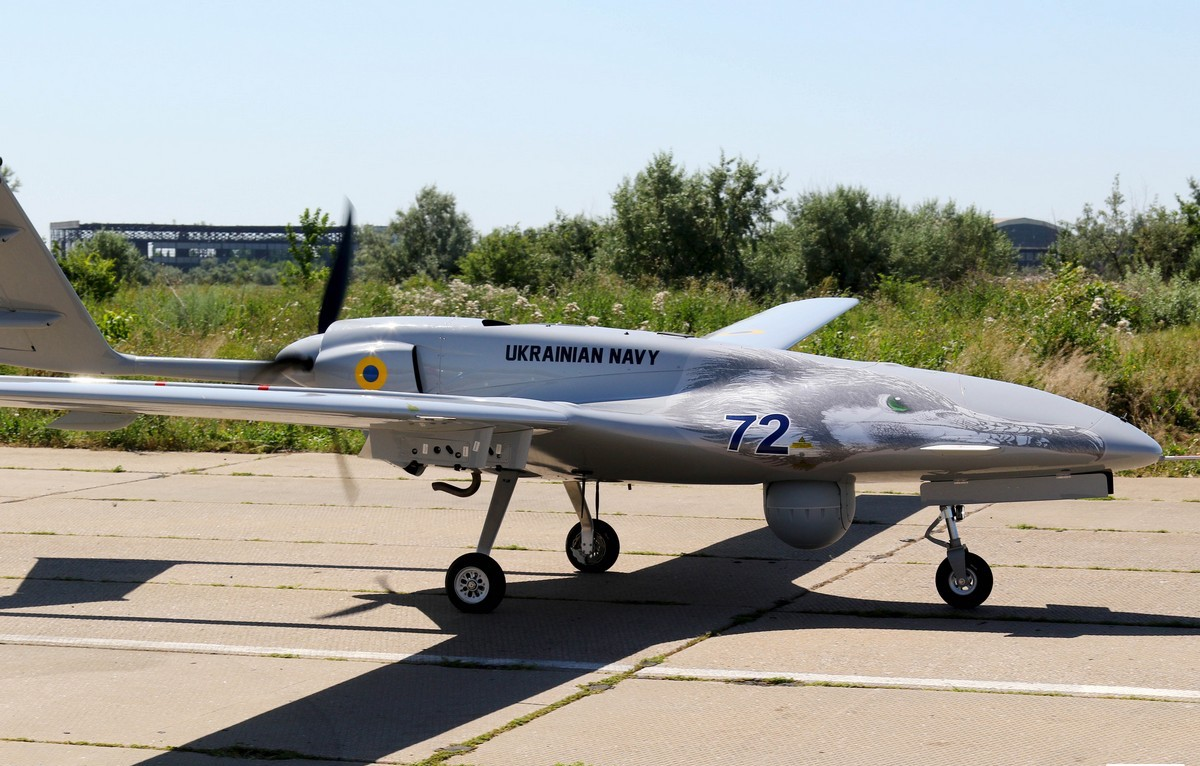
Байрактар ТБ2

Автор — Тарас Боровок, кадровый военный, подполковник запаса и телепродюсер написал песню, подписав в первый дни войны контракт с Вооружёнными силами Украины, которые попросили его написать народный хит. Сам он называет песню пропагандистской и признаёт, что его цель — «влиять на людей, поддерживать высокий моральный дух и уменьшать влияние России».
Видео песни было загружено на YouTube 1 марта 2022 года, став вирусным.
В песне используется простой бит, под который хриплый голос высмеивает российские войска — их оборудование, их миссию и щи, который они потребляют в своих, возможно, обречённых танках. По мнению Адрианы Хелбиг, заведующей музыкальным факультетом Питтсбургского университета, песня является проявлением глубокого чёрного юмора украинцев.

## Использование
Песню перевели на английский, турецкий и другие языки.
Вскоре появилось исполнение а капелла и электронная клубная версия.
Это — чуть ли не первая песня, посвящённая боевому дрону.
Песня получила широкую ротацию на украинских радиостанциях, а украинцы начали петь эту и другие песни о «байрактарах».
Обозреватель Спенсер Корнхабер из «The Atlantic» отметил песню как «довольно привлекательную», подчеркнув её «простой бит».